# اچ‌ام‌اس نیمبل (۱۸۶۰)
اچ‌ام‌اس نیمبل (۱۸۶۰) (به انگلیسی: HMS Nimble (1860)) یک کشتی بود که طول آن ۱۴۵ فوت (۴۴٫۲ متر) بود. این کشتی در سال ۱۸۶۰ ساخته شد.